# Ploma de vol

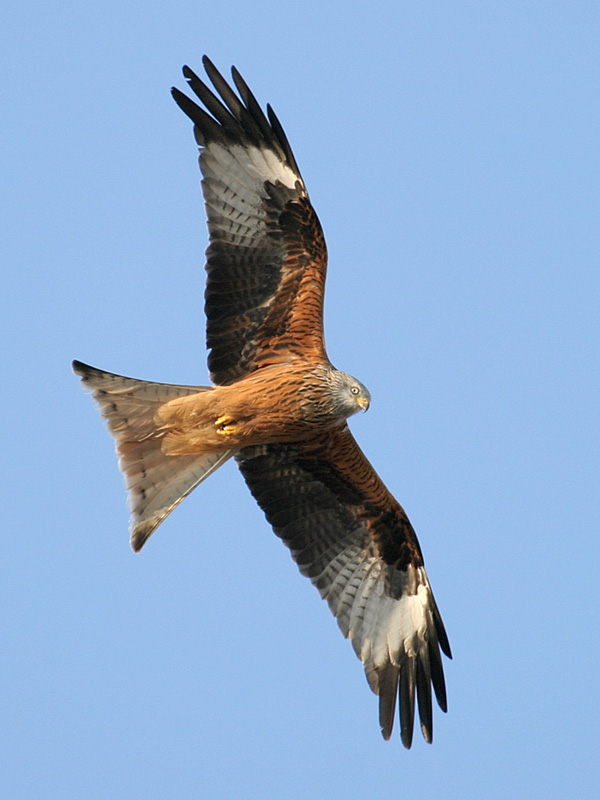
Milà reial (Milvus milvus) en vol, mostrant les seves rèmiges i rectrius

Les plomes de vol són plomes caracteritzades per ser llargues i rígides. Les vinculades a les ales reben el nom de remeres o rèmiges, i són asimètriques, mentre que les vinculades a la cua es denominen rectrius o timoneres i tenen una forma més simètrica. La disposició d'aquestes plomes al cos de les aus, sempre és simètrica. La funció principal és ajudar en la generació de l'empenta necessària que permeta el vol. En algunes espècies però, aquestes plomes han evolucionat per realitzar funcions addicionals, freqüentment associades amb comportaments territorials, rituals de festeig o mètodes d'obtenció d'aliment. En alguns ocells, s'han convertit en llargues plomes vistoses, mentre que en altres fan so durant els vols d'exhibició. Estries petites sobre la vora d'atac de les plomes remeres ajuden els rapinyaires nocturns per volar en silenci (i per tant caçar amb més èxit), mentre que les rectrius rígides dels picots els ajuden a assegurar-se contra els troncs dels arbres. Fins i tot els ocells no voladors conserven les plomes de vol, encara que de vegades radicalment modificades. La muda de les plomes de vol pot portar greus problemes als ocell, ja que poden afectar llur capacitat per volar. Diferents espècies han desenvolupat diferents estratègies per fer front a aquest problema, que van des de perdre totes les plomes de vol a l'hora, i amb elles, tota la capacitat de vol durat un període relativament curt, fins a la prolongació de la muda per durant un període d'alguns anys.